# Durchbrochener Stil
 (juillet 2025).
Le style ajouré, également appelé instrumentation ajourée ou travail ajouré, est un concept musicologique, en usage en Allemagne au vingtième siècle, visant à rendre compte d'un ensemble de techniques de composition utilisées principalement dans la musique symphonique, particulièrement pendant la période du classicisme viennois.

## Historique
Le style ajouré ou "durchbrochener Stil" désigne des situations où les différentes parties d'une même mélodie sont présentées alternativement par des instruments individuels ou des groupes d'instruments différents dans l'orchestre. Le changement d’instrumentation crée des alternances de timbre, mais la ligne mélodique dans son ensemble reste intacte.
L'expression allemande  "durchbrochene Arbeit" était à l'origine utilisée en référence à une technique d'ornementation de l'architecture gothique. Cette technique fait alterner des éléments pleins et vides, rompant ainsi la continuité d'une surface uniforme, et donnant à une construction massive l'apparence de la légèreté. Goethe s'y réfère à propos de la cathédrale de Strasbourg, y voyant une expression typiquement allemande.
L'expression durchbrochener Stil ou durchbrochene Arbeit est utilisée pour la première fois dans un contexte musical au début du XXème siècle par les musicologues allemands Hugo Riemann,, et Guido Adler,. Ces deux auteurs emploient l'expression avec des significations légèrement différentes, mais elle désigne, pour l'un comme pour l'autre, une technique de composition ou d'instrumentation qui morcelle une mélodie entre différents instruments ou groupes d'instruments, rompant ainsi avec le caractère parfois figé de la mélodie accompagnée et créant une sorte d'illusion de polyphonie. Cette technique est pour eux caractéristique du classicisme viennois, même s'ils en voient parfois les prémices plus tôt dans l'histoire de la musique (chez J. S. Bach ou Johann Stamitz par exemple, mais aussi dans la pratique du hoquet médiéval). L'expression est ensuite reprise notamment par Theodor Adorno et peut qualifier certains éléments du style de Brahms par exemple. On peut voir dans la mélodie de timbre (ou Klangfarbenmelodie), employée par la seconde école de Vienne, une radicalisation de cette technique.
L'expression "durchbrochener Stil" est restée spécifiquement allemande et ne s'est pas imposée dans le langage musicologique français, ni sous sa forme originale, ni dans sa traduction littérale: "style ajouré". L'entrée "Durchbrochene Arbeit" du Musik-Lexikon de Riemann est ainsi absente de la traduction française.